# Anel de Einstein

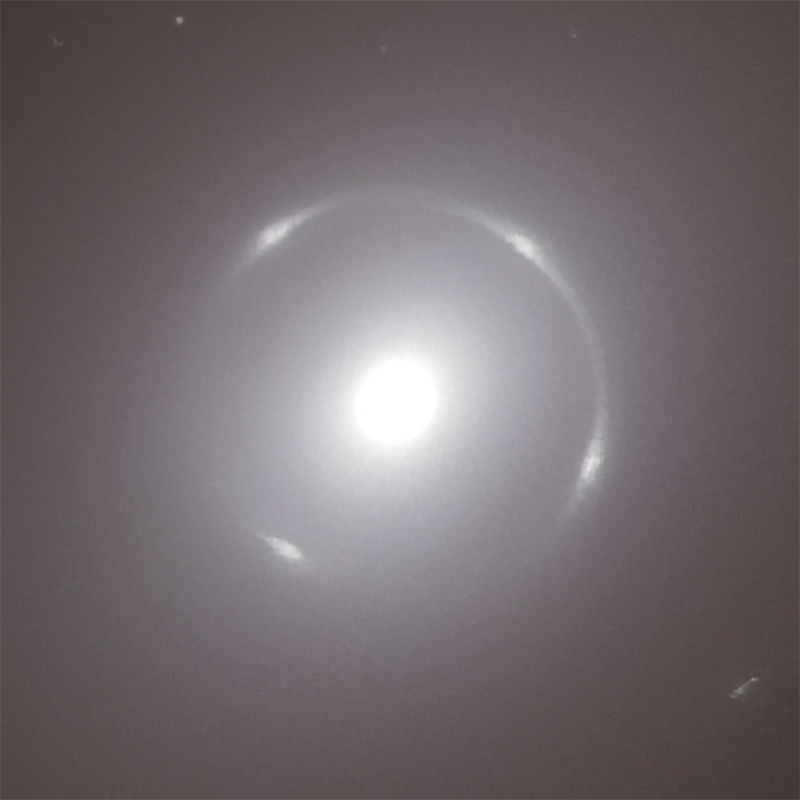
Anel de Einstein, criado por uma galáxia mais próxima distorcendo a luz de uma galáxia distante. Quatro imagens da galáxia distante, correspondendo a quatro pontos brilhantes, podem ser vistas nesta imagem.

Um anel de Einstein, também conhecido como anel de Einstein-Chwolson ou anel de Chwolson, é criado quando a luz de uma galáxia ou estrela passa por um objeto massivo a caminho da Terra. Devido às lentes gravitacionais, a luz é desviada, fazendo com que pareça vir de lugares diferentes. Se a fonte, a lente e o observador estiverem todos alinhados, a luz aparecerá como um anel. Em 1912, Einstein previu a curvatura da luz. O físico russo Orest Chwolson foi o primeiro a mencionar o efeito do anel na literatura científica em 1924, razão pela qual os anéis também são chamados de anéis de Einstein-Chwolson.

## Descrição

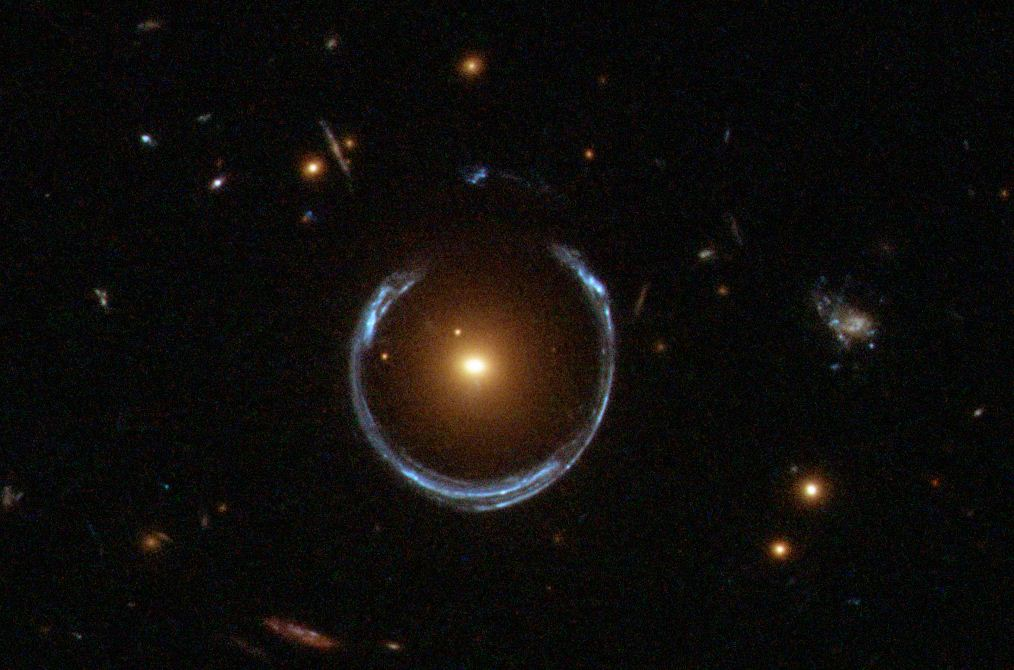
A notável lente gravitacional conhecida como ferradura cósmica.

A lente gravitacional é prevista pela teoria da relatividade geral de Albert Einstein. Em vez da luz de uma fonte que viaja em linha reta (em três dimensões), ela é dobrada pela presença de um corpo maciço, que distorce o espaço-tempo. Um anel de Einstein é um caso especial de lente gravitacional, causado pelo alinhamento exato da fonte, lente e observador. Isso resulta em simetria ao redor da lente, causando uma estrutura em forma de anel.
O tamanho de um anel de Einstein é dado pelo raio de Einstein. Em radianos, é
{\displaystyle \theta _{1}={\sqrt {{\frac {4GM}{c^{2}}}\;{\frac {D_{LS}}{D_{S}D_{L}}}}},}
onde
{\displaystyle G}é a constante gravitacional,
{\displaystyle M} é a massa da lente,
{\displaystyle c} é a velocidade da luz,
{\displaystyle D_{L}} é a distância do diâmetro angular da lente,
{\displaystyle D_{S}} é a distância do diâmetro angular à fonte e
{\displaystyle D_{LS}}é a distância angular do diâmetro entre a lente e a fonte.
Observe que, em geral, em distâncias cosmológicas {\displaystyle D_{LS}\neq D_{S}-D_{L}}.

## Galeria

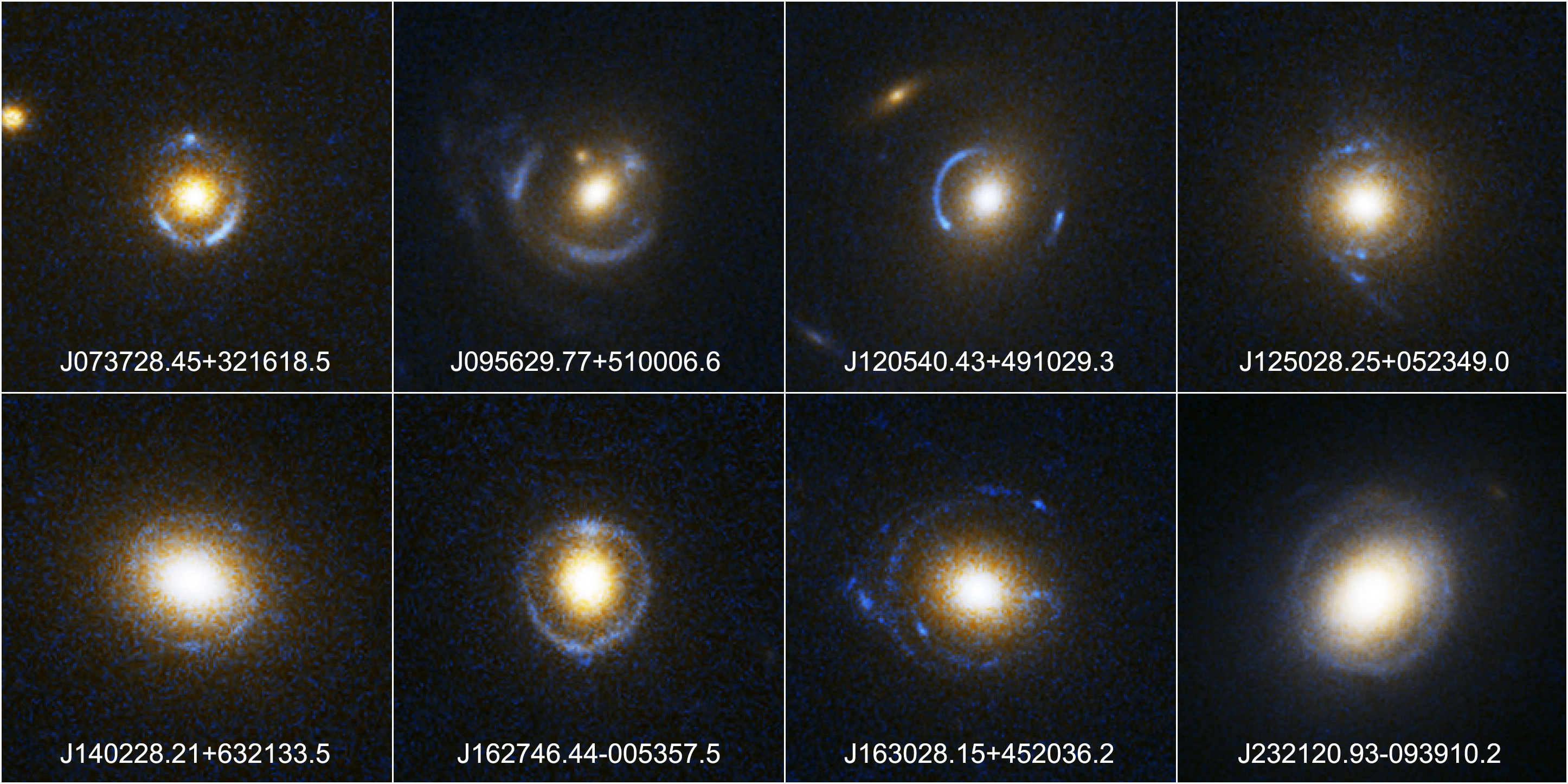
Alguns anéis de Einstein observados pelo SLACS
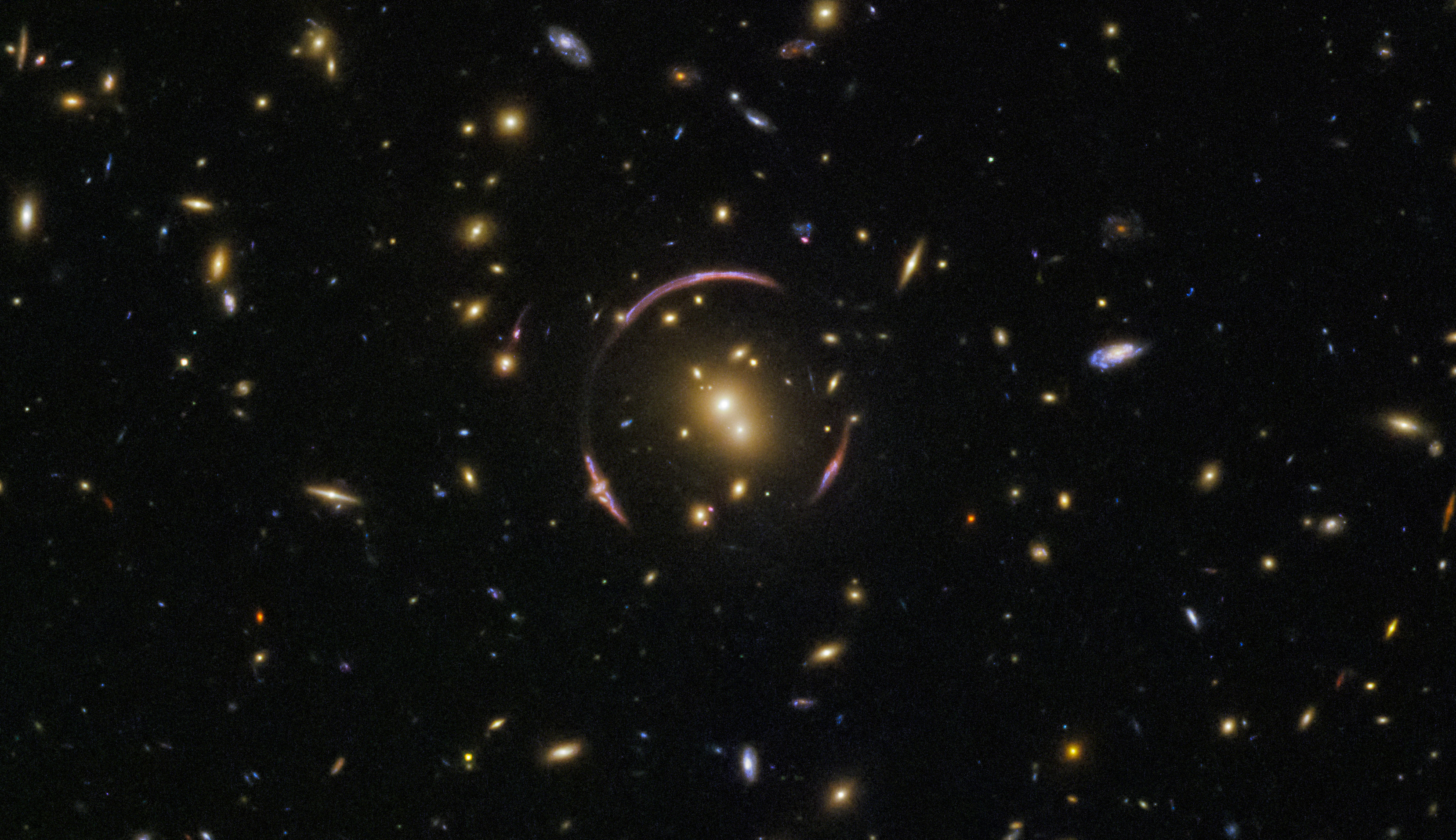
Arcos graciosos em torno de SDSSJ0146-0929 são exemplos de um anel de Einstein
Uma visão simulada de um buraco negro passando na frente de uma galáxia
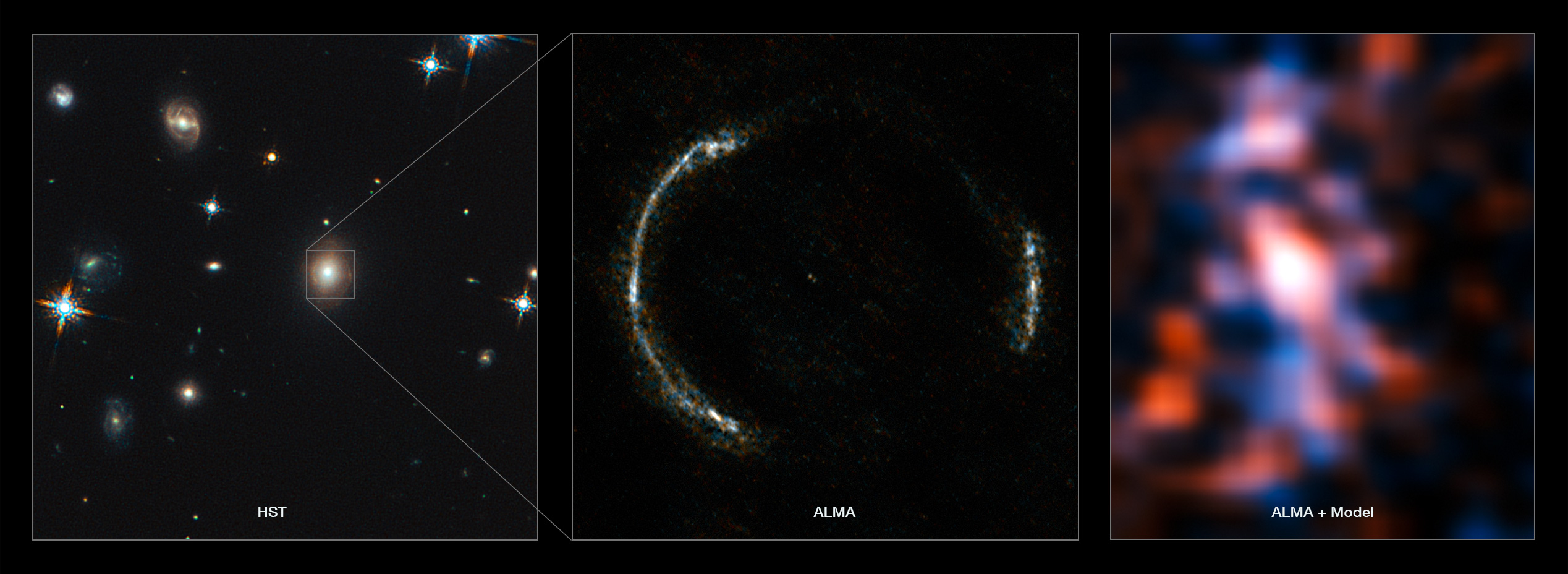
Montagem do anel Einstein SDP.81 e da galáxia com lentes
Anéis de Einstein perto de um buraco negro